# Matterhorn
Matterhorn (på Italiensk Monte Cervino) er en 4.478 meter høj bjergtinde i Wallis-Alperne på grænsen mellem Schweiz og Italien. Bjerget ligger ved den schweiziske by Zermatt og italienske by Cervinia. På den italienske side benævner italienere bjerget Monte Cervino.
Bjerget blev første gang besteget i 1865 af englænderen Edward Whymper, mens den første vinterbestigning af Matterhorn blev foretaget i 1967 af schweizerne Hilti von Almen og Paul Elten.
Et af de flotteste kig mod Matterhorn er fra højfjeldshotellet i Gornergrat.

## Galleri
- Monte Cervino (Matterhorn set fra Italien)
- Monte Cervino (Matterhorn set fra Cervinia i Italien)
- Monte Cervino (Matterhorn set fra Italien)
- Matterhorn set fra østlige side i Schweiz